# Kom ut ur garderoben
Kom ut ur garderoben (engelska: Le Placard) är en fransk långfilm från 2001 i regi av Francis Veber, med Daniel Auteuil, Gérard Depardieu, Thierry Lhermitte och Michèle Laroque i rollerna.

## Rollista
| Daniel Auteuil       | – François Pignon       |
| Gérard Depardieu     | – Félix Santini         |
| Thierry Lhermitte    | – Guillaume             |
| Michèle Laroque      | – Mlle Bertrand         |
| Jean Rochefort       | – Kopel, the director   |
| Alexandra Vandernoot | – Christine             |
| Stanislas Forlani    | – Franck                |
| Michel Aumont        | – Belone, the neighbour |
| Edgar Givry          | – Mathieu               |
| Thierry René         | – Victor                |
| Armelle Deutsch      | – Ariane                |
| Michèle Garcia       | – Madame Santini        |
| Laurent Gamelon      | – Alba                  |
| Vincent Moscato      | – Ponce                 |
| Irina Ninova         | – Martine               |